# Gerolamo Assereto
Gerolamo Assereto (Recco, 1543 – Genova, 15 marzo 1627) fu l'87º doge della Repubblica di Genova.

## Biografia

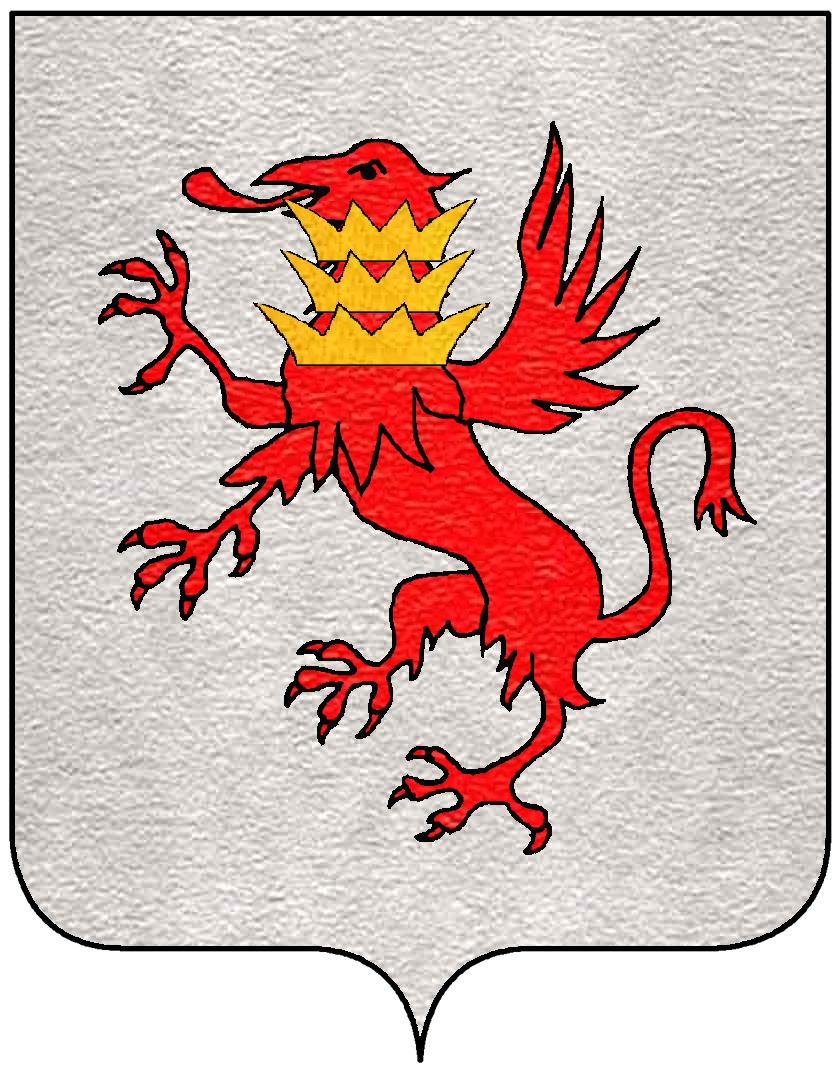
Stemma nobiliare degli Assereto

### Prima del dogato
Esponente della famiglia Assereto, attiva nel settore mercantile, originaria della zona ligure di levante tra Recco e Rapallo, Gerolamo Assereto nacque nel borgo recchese nel 1543. Legato alla sua famiglia per gli impegni lavorativi ed economici, riuscì a non trascurare gli studi nelle discipline giuridiche.
Il suo primo incarico pubblico certificato è datato al 1570 come Capitano del castello San Giorgio della Spezia.
Ben presto entrò a far parte della politica genovese come esponente di quella nobiltà definita "nuova" - contrapposta alla fazione "vecchia" - e come tale rappresentò la sua fazione nella pace di Casale Monferrato del 1576. Successivamente, in un periodo compreso tra il 1576 e il 1584, venne chiamato a ricoprire diversi incarichi per la repubblica: sindacatore della Riviera di Levante, commissario della fortezza savonese del Priamar, commissario a Sestri Ponente e controllore dei prezzi dei viveri, dei pesi e delle misure (magistrato dei Censori); fu anche membro del Maggior Consiglio e successivamente del Minor Consiglio della Repubblica.
Per le sue qualità in campo amministrativo e giuridico, nel 1584 fu nominato assieme a Stefano Centurione a ricoprire la carica di commissario della Corsica. Nei 6 mesi della sua giurisdizione, Gerolamo Assereto compì un viaggio pressoché completo delle principali città corse amministrate dai Genovesi - la sua presenza è testimoniata ad Ajaccio, Bonifacio, Calvi e Corte - cercando soluzioni mirate alla latente gestione della giustizia, giudicata da molti (soprattutto dagli isolani) come mal amministrata e talvolta ingiusta nelle sentenze. Una gestione quella della Corsica alquanto difficile per Genova e la sua repubblica, in quanto sempre più si avvertiva lo spirito di indipendenza da Genova che si accrebbe dopo la ribellione di Sampiero Corso di qualche decennio prima. Gerolamo Assereto e Stefano Centurione si trovarono pertanto ad affrontare una situazione quasi esplosiva nell'isola tra corruzione, estorsioni, fenomeni di banditismo, vendette tra famiglie del luogo, le sempre più numerose incursioni dei pirati saraceni e turchi e ancora le crisi agricole che, di fatto, rendevano quasi impossibile un lavoro di gestione degli annuali sindacatori mandati dal capoluogo genovese sull'isola di Corsica. Nonostante le premesse sfavorevoli, il lavoro dei due commissari fu duro, ma giusto ed equo - facendo emergere e condannando, tra l'altro, episodi scorretti perpetrati dagli stessi Genovesi contro i Corsi - tanto che la locale magistratura di Corsica lodò il loro operato in una lettera al doge Gerolamo Chiavari.
Rientrato a Genova ed inviato per un breve periodo a Firenze per alcuni interessi finanziari della repubblica, nel 1590 venne estratto per il ruolo di senatore e quindi governatore di Palazzo. Per le sue qualità nella gestione amministrativa e giuridica in Corsica, con la nomina di governatore fu chiamato dal 1595 al 1597 a gestire nuovamente l'isola per conto dei Genovesi. Come undici anni prima la sua gestione venne giudicata positivamente e, tra i numerosi compiti da governatore, si prodigò molto nel campo militare e difensivo soprattutto nella città di Bastia dove furono avviate nuove opere di fortificazione.

### Il dogato
Terminato il mandato e fatto ritorno in "Terraferma", venne incaricato dal senato genovese di condurre una soluzione diplomatica nella delicata questione di successione per il Marchesato di Finale, quest'ultimo feudo di ponente della famiglia Del Carretto, di fatto tutelato dalla Spagna, ma nelle mire espansionistiche della Repubblica di Genova e del Ducato di Savoia. Gerolamo Assereto, in qualità di ambasciatore straordinario di Genova, fu pertanto inviato a Roma da papa Clemente VIII per convincere quest'ultimo dei diritti genovesi sul Finale e quindi a far desistere la Spagna nell'acquistare il marchesato finalese. Il pontefice acconsentì ad inviare un nunzio presso la corte spagnola - ed appoggiando quindi la tesi di Genova - ma il viaggio di quest'ultimo assieme all'ambasciatore Assereto dovette ben presto interrompersi alla Spezia, prima, e nella stessa Genova poi per una sopraggiunta malattia. Nonostante le trattative diplomatiche affrontate da Gerolamo Assereto, nel 1598 l'ultimo marchese, Sforza Andrea Del Carretto, vendette a Filippo II d'Asburgo tutti i diritti feudali sui feudi carretteschi del Finalese.
Tra il 1600 e il 1606 fu ancora chiamato a ricoprire diversi incarichi di Stato nel ruolo di magistrato e di sindacatore supremo. Anche e soprattutto per il suo impegno politico e amministrativo, il 22 marzo del 1607 salì alla massima carica dogale: la quarantaduesima in successione biennale e l'ottantasettesima nella storia repubblicana.
Il suo mandato biennale fu secondo le fonti storiche tutto sommato di "normale amministrazione" e tranquillo; anche nelle vesti di doge si prodigò per il rafforzamento delle postazioni difensive, soprattutto nel golfo spezzino, e nella gestione di rinnovamento della marina genovese. Durante il biennio sono tuttavia segnalati alcuni contrasti con lo stato sabaudo per alcuni feudi di confine, con il Granducato di Toscana e con il Governatore di Milano.
Terminato il mandato dogale il 23 marzo del 1609, venne ancora scelto e chiamato a ricoprire alcuni incarichi pubblici importanti quali alla guida del magistrato della Guerra (1618-1620), riuscendo a sgominare fenomeni di banditismo nei territori della repubblica, o ancora tra il 1621 e il 1624 come supervisore dei rapporti tra lo Stato e il Banco di San Giorgio.
Oramai ottantenne, si ritirò dalla vita pubblica genovese per godersi gli ultimi anni di vita come semplice cittadino. Morì a Genova il 15 marzo del 1627 trovando sepoltura, assieme alla moglie Barbara Canevari, nella chiesa di San Francesco di Castelletto.